# Straßenbahn Moskau
Die Straßenbahn Moskau (russisch Московский трамвай/ Moskowski Tramwai) ist die Straßenbahn in der russischen Hauptstadt Moskau. Sie hat eine Spurweite von 1524 mm und eine Spannung von 550 V Gleichspannung. Auf zwei getrennten Netzen mit einer Gesamtlänge von 181,2 Kilometern (Januar 2024) verkehren insgesamt 35 Linien, die hauptsächlich Zubringerfunktionen für die Metro erfüllen. Betreiber der Straßenbahn Moskau ist der städtische Verkehrsbetrieb Mosgortrans.

## Geschichte

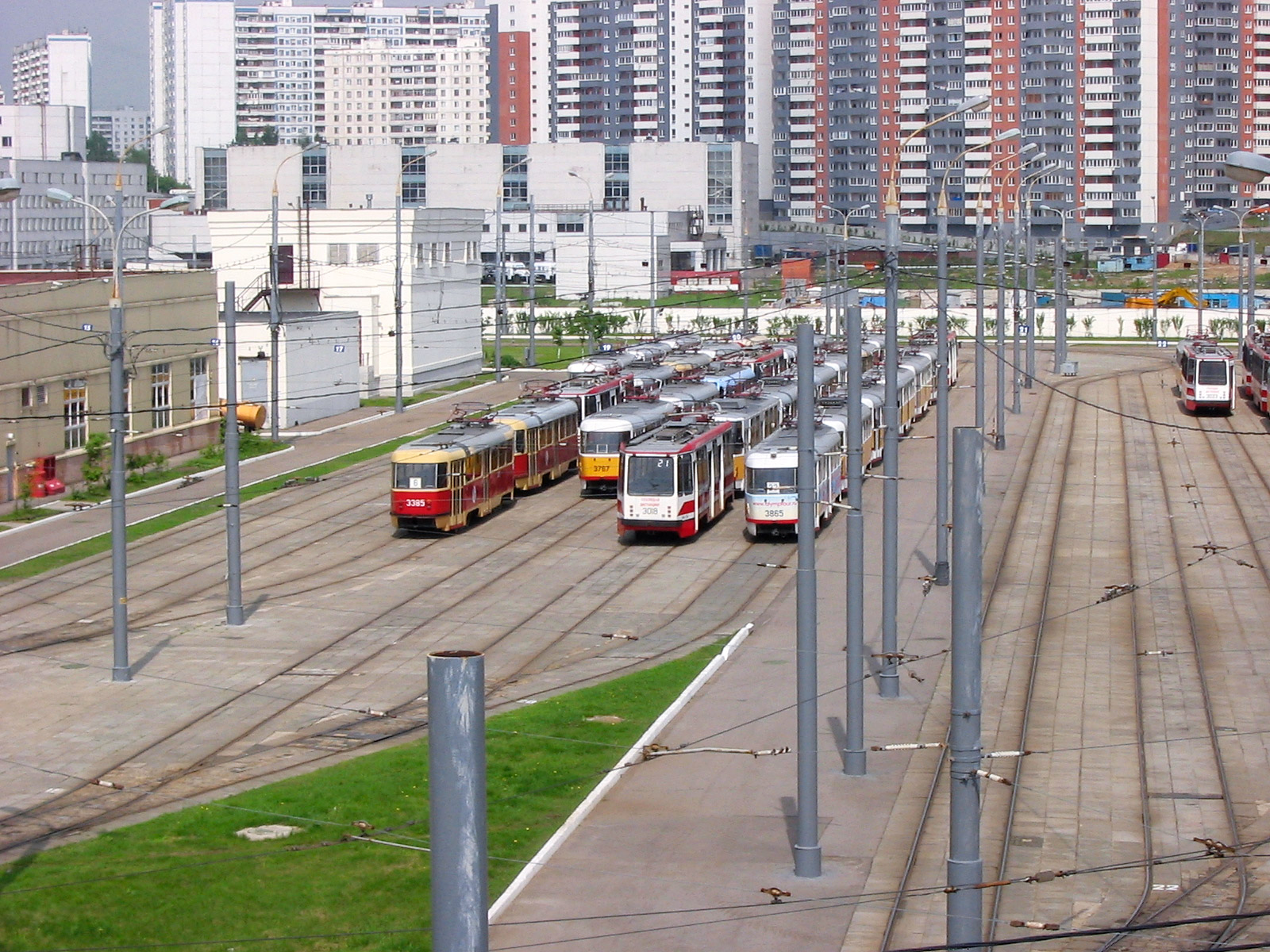
Straßenbahndepot Krasnopresnenskoje

Das Netz geht auf die erste Pferdestraßenbahn zurück, die durch das belgische Unternehmen Compagnie générale des tramways de Moscou et de Russie gebaut und am 22. Juni 1872 eröffnet wurde. Die erste Dampfstraßenbahn verkehrte am 29. Juli 1886, die erste elektrische Straßenbahn am 6. April 1899. Da man aber der elektrischen Bahn skeptisch gegenüberstand, ließ die Eröffnung der zweiten Strecke bis zum 3. August 1903 auf sich warten. Die Bahnen wurden im Jahr 1911 durch die Stadt übernommen, die 1904 eine eigene Straßenbahngesellschaft gegründet hatte. Bis 1912 waren dann alle Strecken bis auf eine Dampfstraßenbahnlinie elektrifiziert.
Ab 1935 erhielt die Bahn Konkurrenz durch die neue Metro; etliche Strecken (vor allem in der Innenstadt) wurden eingestellt. In den 1950er und 1960er Jahren gab es Pläne, die Straßenbahn vollständig durch Oberleitungsbusse zu ersetzen. Dies rührte daher, weil Nikita Chruschtschow von diesem Transportsystem begeistert war. 1983 wurden dann Pläne präsentiert, die eine Verlängerung der bestehenden Strecken um fast 200 Kilometer vorsahen. Bis auf die Neubaustrecke nach Strogino im Nordwesten der Stadt wurde allerdings keine der Linien realisiert.

## Betrieb

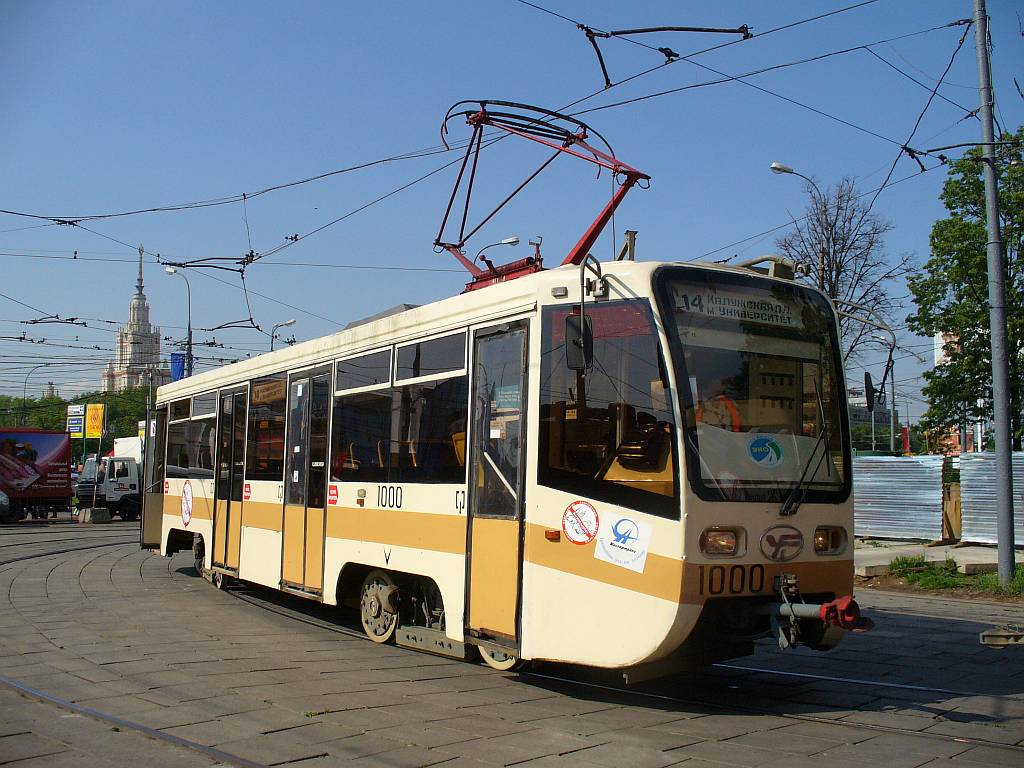
Straßenbahn an der Haltestelle „Metrostation Uniwersitet“

Schematischer Netzplan der Straßenbahn

Die Straßenbahn weist einige Besonderheiten auf. So gibt es zwei voneinander getrennte Teilnetze. Das größere umfasst etwa drei Viertel der Strecken und befindet sich hauptsächlich im Süden und Osten der Stadt. Das kleinere befindet sich im Nordwesten.
Der nördliche Teil des „großen“ Netzes, auch Jausa-Netz genannt, entstand ab Ende des 19. Jahrhunderts vorwiegend links der Moskwa. Die Linien rechts der Moskwa und im Süden der Stadt wurden größtenteils in den 1950er bis 1960er Jahren angelegt; dieser Teil wird auch als Apakow-Netz bezeichnet, nach dessen erstem Depot in der Schabolowka-Straße unweit des Schuchow-Radioturms. Seit Ende der 1980er Jahre besteht zwischen dem Jausa- und dem Apakow-Netz nur noch eine Verbindung über die Nowospasski-Brücke der Moskwa, über die heute die Linien 35 und 38 verkehren (Stand: 2014).
Das Teilnetz im Nordwesten Moskaus entstand ebenfalls überwiegend in den 1950er- bis 1960er-Jahren, die Strecke nach Strogino 1981/1982. Nach dieser wird das Teilnetz auch als Strogino-Netz bezeichnet. Seit dem Abbau der Strecke zur Metrostation Sokol 1973 gibt es keine Verbindung zwischen den Teilnetzen mehr, selbst eine Betriebsstrecke fehlt.
Wie in den Nachfolgestaaten der Sowjetunion üblich, werden auch in Moskau Liniennummern doppelt oder dreifach an die drei städtischen Verkehrsmittel Straßenbahn, Trolleybus und Autobus vergeben. Darüber hinaus verwendet Mosgortrans auch bei der Straßenbahn rote Liniennummern für kurzgeführte Verstärkerlinien.